# Joseph Pouteau de Forqueray
Joseph Pouteau de Forqueray (* 7. Februar 1739 in Chaumes-en-Brie; † 3. Dezember 1823 in Paris) war ein französischer Komponist, Organist und Musikpädagoge im Zeitalter  der klassischen Musik.

## Leben und Wirken
Joseph Pouteau kam mit vier Jahren nach Paris und studierte Orgel bei seinem Großonkel Michel Forqueray und Komposition bei Louis-Charles Bordier. Nachdem er 1753 einen Wettbewerb für Orgel gewonnen hatte, erhielt er eine Anstellung als Organist an den Kirchen St-Martin-des-Champs (1753–1756) und Saint-Jacques-la-Boucherie (1756–1757). Nach dem Tode von Michel Forqueray im Jahre 1757  erbte er dessen Bibliothek und Anstellung als Organist im Kloster „Couvent des Filles-Dieu“ in Paris. Als es im Zuge der französischen Revolution zu Sanktionen gegen kirchliche Einrichtungen kam, wirkte sich dies auf seine Tätigkeit als Organist aus und er verlor zudem die meisten seiner wohlhabenden Schüler. Daher erhielt er vom Nationalkonvent eine finanzielle Unterstützung. Er übernahm eine Tätigkeit als Professor und Klavierlehrer am Ursulinenstift und war von 1807 bis 1818 Organist an den Kirchen St-Merry und St-Séverin in Paris.
Vor der Französischen Revolution war er Mitglied der Freimaurerlogen „Saint-Theodore de la Sincérité“ (1776) und „Caroline-Louise, Reine de Naples“ (1777). Während der Zeit des Kaiserreichs Napoleons trat er den Logen „Le Centre des Amis“ (1804) und „Les Élèves de la Nature“ (1810–1812) bei.

## Werke (Auswahl)
- Alain et Rosette – Pastoral-Oper in einem Akt, 1777 (Libretto: Maximilien-Jean Boutellier)
- La bergère sensible – Ariette pastoral mit Orchesterbegleitung
- Sammlung von Arietten und Opernarien arrangiert für Klavier oder Cembalo (und Violine ad libitum)
- Sonaten für Violine und Klavier oder Cembalo
- Air de Chimène – für Violine und Klavier oder Cembalo
- Le Serment civique ou Potpourri National – für Chor
- Cantatilles – Kantaten mit Orchesterbegleitung
- Motette für Chor und Orchester